# Barceloneta

Barcelonai strandok

A Barceloneta Barcelona egyik városrésze Ciutat Vella kerületben. A katalán főváros egyik legnépszerűbb fürdőhelye.

## Fekvése
A tengerparton található. 

### Megközelítése
Metróval: Barceloneta metróállomás

## Története
A városnegyed V. Fülöp spanyol király    1714-ben kiadott rendeletére épült ki. Geometrikus alaprajzú terveit Jorge Prospero Verboom  francia hadmérnök készítette.

## Látnivalói
- A  Barcelonai Történeti Múzeum (katalánul Museu d'Història de la Ciutat) ebben a negyedben, a kikötőben található.
- Akvárium
- Balneárium.